# 武器貿易条約
武器貿易条約（ぶきぼうえきじょうやく、英語: Arms Trade Treaty、略称：ATT）は、通常兵器の国際移転（移譲）を規制する条約である。
条約事務局はスイス・ジュネーブに設置されている。

## 目的
通常兵器が大量殺害やテロリズムに利用されることを予防・根絶するために、通常兵器の国際移転（移譲）を規制する。

## 歴史
1990年代後半に、オスカル・アリアス・サンチェス元コスタリカ大統領を含む、ノーベル賞受賞者およびNGOや国際法学者らが提起し、2003年から研究者やNGOらが国際的なキャンペーン「コントロール・アームズ」を展開し、ATTの形成をうったえた。ATTについて2007年に各国が見解書を提案し、2008年に国連で議論をする旨の、117か国の共同提案国による決議案が2006年に国連総会に提示された。この決議案が圧倒的多数で採択されることで、国連での議論が始まった。この際、米国が反対、24か国が棄権した。
その後、2009年の国連総会決議に基づき、2012年7月の国連会議での条約作成を目指して、4回の国連準備委員会を通じた本格的な交渉が開始された。準備委員会での本格的な交渉に入ってからのATTプロセスにおいて主導的役割を果たしたATT推進国は、メキシコ、ノルウェー、オーストラリア、トリニダード・トバゴ、アルゼンチンなど。なお、2009年の国連総会決議の際には、アメリカも賛成した。
2013年4月2日の国際連合総会において、武器貿易条約の採択投票を行った。結果は次の通り。
- 賛成が日本、米国を含む156か国
- 反対が3か国（北朝鮮、イラン、シリア）
- 棄権が22か国（中国、ロシア、インド、インドネシア、キューバ、エジプト等）

以上により条約案は採択された。この条約は50か国が加盟手続きをしてから90日後に発効。2022年12月時点での締約国は113か国。

## 概要
この条約が国際移転（移譲）の規制の対象とする通常兵器とは、大型武器7種類（戦車・装甲戦闘車両・大口径火砲・軍用艦艇・攻撃用ヘリコプター・戦闘用航空機・ミサイルおよびミサイル発射装置）および小型兵器・軽兵器の8種類であり、これらの兵器の移転（移譲）が規制される。

## 沿革
- 1990年代後半 - コスタリカのアリアス元大統領をはじめとするノーベル平和賞受賞者らの呼びかけで、NGOや国際法学者らが参加し、条約案を形成。
- 2001年 - 国連小型武器会議で提起される。
- 2003年9月 -「コントロール・アームズ」キャンペーンが開始され、武器貿易条約 (Arms Trade Treaty: ATT) として提唱される。
- 2004年 - フィンランド主催のワークショップで、「コントロール・アームズ」キャンペーン関係者作成の条約案が配布される（ただし、条約案が配布されたのはこの時が初めてではない）。
- 2005年 - G8外相会議後に発表されたイギリスの議長国声明で言及される。
- 2006年 - 国連総会でイギリス主導で提出されたATT決議案 (A/RES/61/89) が採択される（賛成153、反対1、棄権24）。
- 2008年2月 - 国連での第1回政府専門家グループ (GGE) において具体的な議論が行われる。（参加28カ国）[2]
- 2008年5月 - 国連での第2回GGEにおいて通常兵器の輸入・輸出・移譲に関する国際基準の確立を目指す議論が行われる[2]。
- 2008年8月 - 国連での第3回GGE（最終会合）において最終報告書が採択される[2]。
- 2009年3月 - 国連オープンエンド作業部会 (OEWG) 第1回会合が開催される。それまでATT関連決議に反対又は棄権した国々（米国、ロシア、中国等）も議論に参加。（参加100カ国以上、「コントロール・アームズ」キャンペーン関係者はオブザーバー参加）[2]
- 2009年7月 - OEWG第2回会合が開催される。ATTが対象とすべき武器や行為の範囲、武器移譲の許可基準の内容、条約を実施する上で必要なメカニズム等について議論がなされる[2]。
- 2010年10月 - マサチューセッツ大学ボストン校主催でATTボストンシンポジウムが開催される。2012年の条約交渉会議に向け、条約の主要な要素について議論が深められた。（参加34カ国、「コントロール・アームズ」関係者を含むNGO・専門家100名）
- 2012年7月2日-27日 - ニューヨークの国連本部にてATT交渉会議が開催された。この会議は「コンセンサス」[3]で行われることになっていた[2]。
- 2013年4月2日 - 国際連合総会は武器貿易条約の採択投票を行い、賛成が156か国、反対が3か国（北朝鮮、イラン、シリア）、棄権が22か国で、条約案は採択された。
- 2013年6月3日 - ニューヨークの国連本部にて署名式が行われ、60カ国以上が署名した。日本は、天野万利軍縮会議特命全権大使が署名した[4]。
- 2013年9月25日 - アメリカのジョン・ケリー国務長官が、武器貿易条約に署名した。アメリカは91カ国目の署名国となった。ただし、上院の賛成はまだ取れておらず、批准に至るかは不透明である[5]。
- 2014年2月25日 - 日本政府は、武器貿易条約の承認案を閣議決定した[6]。
- 2014年5月9日 - 日本政府は国際連合事務局に批准書を寄託した[7]。これにより武器貿易条約批准国は32カ国となった。
- 2014年9月25日 - 武器貿易条約の批准国が53カ国に達する。これにより条約の規定により同日から90日後の2014年12月24日に条約は発効する。
- 2014年11月6日 - 武器貿易条約（平成26年条約第16号）が公布される。
- 2014年12月24日 - 条約発効[8]。
- 2015年8月24日-27日 - メキシコ・カンクンで武器貿易条約第1回締約国会議が開催され、条約事務局の設置都市がジュネーブに決定した[9]。